# Récekeresztúr
Récekeresztúr (románul: Recea-Cristur) falu Romániában, Kolozs megyében, az azonos nevű község központja.

## Fekvése
A Kendilónai-patak mentén, Déstől 41 kilométerre nyugat–délnyugatra fekszik.

## Nevének eredete
A Keresztúr név a Szent Keresztre vonatkozik. Először 1320-ban Kereztur, majd 1332-ben de Sancta Cruce említették. Előtagját a Récsei családról kapta – Reczie Kerezthwr (1587), Recse-Keresztur (1750). Ez a románban, részben talán a rece ('hideg') szó hatására megmaradt, a magyarban azonban népetimológia hatására elváltozott – Recze-Keresztur (1681), Récze Keresztur (1760–62).

## Története
A Zsombor nembeli Lőrinc fiai 1332-ben átadták sógoruknak, Récsei Lőrincnek. Az ő utódai, akik később a Keresztúri nevet vették fel, bírták a 16. századig. A középkorban magyar lakosságú falu volt. A 16. század végén unitárius anyaegyház, amely 1638 körül református hitre tért. Valószínűleg az 1660-as években pusztult el, ezután Daczó György és felesége, Kun Sára telepítették újra román zsellérekkel. Református egyháza 1681-től Páncélcseh leányegyháza, temploma 1706 körül elpusztult. Nagyobb birtokosai 1801-ben gr. Nemes György és Thalinger Frigyes. Florian Micaș tábora a helyi lakosok közreműködésével 1848-ban feldúlta Farkas János két udvarházát. 108 füstje közül 1866-ban 50 volt nemesi (főleg egytelkes román nemesek). Az addig Doboka vármegyéhez tartozó falut 1876-ban Szolnok-Doboka vármegyéhez csatolták.

## Lakossága
1850-ben 669 lakosából 586 román, 61 magyar, 19 zsidó és 3 roma; 586 görögkatolikus, 58 református és 6 római katolikus volt.
2002-ben 660-an lakták, közülük 574 volt román, 79 roma és 6 magyar nemzetiségű; 605 ortodox, 32 pünkösdista, 9 görögkatolikus és 7 református vallású.

## Híres emberek
- Itt született Kardos Albert irodalomtörténész (1861–1945).